# ジョニー・リンゴ
ジョニー・リンゴ（Johnny Ringo、1850年5月3日 - 1882年7月13日）は、アメリカ西部開拓時代のガンマン、無法者。本名John Peters Ringo。インディアナ州生まれ。

## 人物・略歴
出生に関する経歴は不明だが、南部の出身で教養があり格調の高い英語を話していたという。シェークスピアやラテン文学などの古典を愛読していたとのこと。3人の無法者に兄を殺され、西部の町々を仇をたずねて歩き、出会ったときには、たった3発で彼らを仕止めた。このエピソードは映画『駅馬車』の登場人物、リンゴ・キッドのモデルにされた。
ワイアット・アープと親交があったが、クラントン一家とも交流し牛泥棒や駅馬車強盗を手伝っていた。OK牧場の決闘では、クラントン一家に味方した（銃撃戦に加わってはいない）。
OK牧場の決闘の翌年、West Turkey Creek Valleyにあった大木の上で死体が発見された。奇妙なことにリンゴの死体からはブーツが脱がされていた。遺体の発見場所から数十キロ離れた所でリンゴが乗っていた馬が発見され、鞍にブーツが残されていたという。

## リンゴ・キッドに関連した作品

### 映画
- 駅馬車（ジョン・フォード監督、1939年、演：ジョン・ウェイン）
- 拳銃王（ヘンリー・キング監督、1950年、演：グレゴリー・ペック）
- OK牧場の決斗（ジョン・スタージェス監督、1957年、演：ジョン・アイアランド）
- リンゴ・キッド（英語版）（セルジオ・コルブッチ監督、1966年、演：マーク・ダモン）
- トゥームストーン（ジョージ・P・コスマトス監督、1993年、演：マイケル・ビーン）

### 音楽
- リンゴー（英語版）（ローン・グリーン、1964年）
- Ringo（スカタライツ、1964年） - 「リンゴ」の語感から、馬の疾走や銃声のSEが挿入されている。